# Список призерів чемпіонатів світу з кросу (чоловіки)
Цей список включає призерів чемпіонатів світу з кросу в чоловічих дисциплінах за всі роки їх проведення.
Медалі чемпіонатів світу з кросу серед чоловіків розігруються з 1973 року в двох вікових категоріях — дорослій та юніорській.
Чоловіки дорослої вікової категорії на всіх чемпіонатах бігли одну, так звану довгу, дистанцію. Її довжина залежала від особливостей траси, але, як правило, становила до чемпіонату 2015 року (включно) біля 12 км, а починаючи з першості 2017 року зазвичай становить біля 10 км. Упродовж 1998—2006 чоловіки в дорослій категорії розігрували медалі особистої та командної першості також і на короткій дистанції (її довжина становила в районі 4 км).
Починаючи з першого чемпіонату світу 1973 року, юніори змагаються на одній дистанції, довжина якої зазвичай варіюється в діапазоні від 7 до 8,5 км.

## Дорослі

### Особиста першість

#### Довга дистанція
| Рік  | Золото                            | Срібло                            | Бронза                            |
| ---- | --------------------------------- | --------------------------------- | --------------------------------- |
| 1973 | Пекка Пяйвярінта Фінляндія        | Маріано Аро Іспанія               | Род Діксон Нова Зеландія          |
| 1974 | Ерік де Бек Бельгія               | Маріано Аро Іспанія               | Карел Лісмонт Бельгія             |
| 1975 | Ієн Стюарт Шотландія              | Маріано Аро Іспанія               | Білл Роджерс США                  |
| 1976 | Карлуш Лопеш Португалія           | Ентоні Сіммонс Англія             | Берні Форд Англія                 |
| 1977 | Леон Схотс Бельгія                | Карлуш Лопеш Португалія           | Детлеф Улеманн ФРН                |
| 1978 | Джон Трісі Ірландія               | Олександр Антипов СРСР            | Карел Лісмонт Бельгія             |
| 1979 | Джон Трісі Ірландія               | Броніслав Маліновський Польща     | Олександр Антипов СРСР            |
| 1980 | Крейг Верджін США                 | Ганс-Юрген Ортманн ФРН            | Нік Роуз Англія                   |
| 1981 | Крейг Верджін США                 | Мохамед Кедір Ефіопія             | Фернанду Мамеде Португалія        |
| 1982 | Мохамед Кедір Ефіопія             | Альберто Саласар США              | Род Діксон Нова Зеландія          |
| 1983 | Бекеле Дебеле Ефіопія             | Карлуш Лопеш Португалія           | Суме Муге Кенія                   |
| 1984 | Карлуш Лопеш Португалія           | Тім Гатчінгс Англія               | Стів Джонс Уельс                  |
| 1985 | Карлуш Лопеш Португалія           | Пол Кіпкоеч Кенія                 | Водаджо Бульті Ефіопія            |
| 1986 | Джон Нгугі Кенія                  | Абебе Меконнен Ефіопія            | Джозеф Кіптум Кенія               |
| 1987 | Джон Нгугі Кенія                  | Пол Кіпкоеч Кенія                 | Поль Арпен Франція                |
| 1988 | Джон Нгугі Кенія                  | Пол Кіпкоеч Кенія                 | Кіпсубаї Коскеї Кенія             |
| 1989 | Джон Нгугі Кенія                  | Тім Гатчінгс Велика Британія      | Вільфред Кірочі Кенія             |
| 1990 | Халід Сках Марокко                | Мозес Тануї Кенія                 | Джуліус Корір Кенія               |
| 1991 | Халід Сках Марокко                | Мозес Тануї Кенія                 | Саймон Карорі Кенія               |
| 1992 | Джон Нгугі Кенія                  | Вільям Мутвол Кенія               | Фіта Баїсса Ефіопія               |
| 1993 | Вільям Сігеї Кенія                | Домінік Кіруї Кенія               | Ісмаель Кіруї Кенія               |
| 1994 | Вільям Сігеї Кенія                | Саймон Чемоїйво Кенія             | Хайле Гебрселассіє Ефіопія        |
| 1995 | Пол Тергат Кенія                  | Ісмаель Кіруї Кенія               | Салех Гіссу Марокко               |
| 1996 | Пол Тергат Кенія                  | Салех Гіссу Марокко               | Ісмаель Кіруї Кенія               |
| 1997 | Пол Тергат Кенія                  | Салех Гіссу Марокко               | Томас Ньярікі Кенія               |
| 1998 | Пол Тергат Кенія                  | Пол Коеч Кенія                    | Ассефа Мезґебу Ефіопія            |
| 1999 | Пол Тергат Кенія                  | Патрік Івуті Кенія                | Паулу Герра Португалія            |
| 2000 | Мохаммед Мурхіт Бельгія           | Ассефа Мезґебу Ефіопія            | Пол Тергат Кенія                  |
| 2001 | Мохаммед Мурхіт Бельгія           | Сергій Лебідь Україна             | Чарльз Каматі Кенія               |
| 2002 | Кененіса Бекеле Ефіопія           | Джон Юда Мсурі Танзанія           | Вілберфорс Талел Кенія            |
| 2003 | Кененіса Бекеле Ефіопія           | Патрік Івуті Кенія                | Гебрегзіабхер Гебремаріам Ефіопія |
| 2004 | Кененіса Бекеле Ефіопія           | Гебрегзіабхер Гебремаріам Ефіопія | Сілеші Сіхіне Ефіопія             |
| 2005 | Кененіса Бекеле Ефіопія           | Зерсенай Тадесе Еритрея           | Абдулла Ахмад Гассан Катар        |
| 2006 | Кененіса Бекеле Ефіопія           | Сілеші Сіхіне Ефіопія             | Мартін Мататі Кенія               |
| 2007 | Зерсенай Тадесе Еритрея           | Мозес Мозоп Кенія                 | Бернард Кіп'єго Кенія             |
| 2008 | Кененіса Бекеле Ефіопія           | Леонард Комон Кенія               | Зерсенай Тадесе Еритрея           |
| 2009 | Гебрегзіабхер Гебремаріам Ефіопія | Мозес Кіпсіро Кенія               | Зерсенай Тадесе Еритрея           |
| 2010 | Джозеф Ебуя Кенія                 | Теклемаріам Медхін Еритрея        | Мозес Кіпсіро Уганда              |
| 2011 | Імане Мерга Ефіопія               | Пол Тануї Кенія                   | Вінсент Чепкок Кенія              |
| 2013 | Джафет Корір Кенія                | Імане Мерга Ефіопія               | Теклемаріам Медхін Еритрея        |
| 2015 | Джеффрі Камворор Кенія            | Бедан Карокі Кенія                | Муктар Едріс Ефіопія              |
| 2017 | Джеффрі Камворор Кенія            | Леонард Барсотон Кенія            | Абаді Хадіс Ефіопія               |
| 2019 | Джошуа Чептегеї Уганда            | Джейкоб Кіплімо Уганда            | Джеффрі Камворор Кенія            |
| 2023 | Джейкоб Кіплімо Уганда            | Беріху Арегаві Ефіопія            | Джошуа Чептегеї Уганда            |

#### Коротка дистанція
| Рік  | Золото                  | Срібло                            | Бронза                 |
| ---- | ----------------------- | --------------------------------- | ---------------------- |
| 1998 | Джон Кібовен Кенія      | Данієль Комен Кенія               | Пол Косгеї Кенія       |
| 1999 | Бенджамін Лімо Кенія    | Пол Косгеї Кенія                  | Хайлу Меконнен Ефіопія |
| 2000 | Джон Кібовен Кенія      | Семмі Кіпкетер Кенія              | Пол Косгеї Кенія       |
| 2001 | Енок Коеч Кенія         | Кененіса Бекеле Ефіопія           | Бенджамін Лімо Кенія   |
| 2002 | Кененіса Бекеле Ефіопія | Люк Кіпкосгеї Кенія               | Хайлу Меконнен Ефіопія |
| 2003 | Кененіса Бекеле Ефіопія | Джон Кібовен Кенія                | Бенджамін Лімо Кенія   |
| 2004 | Кененіса Бекеле Ефіопія | Гебрегзіабхер Гебремаріам Ефіопія | Марегу Зеудіє Ефіопія  |
| 2005 | Кененіса Бекеле Ефіопія | Абрахам Чебії Кенія               | Айзек Сонгок Кенія     |
| 2006 | Кененіса Бекеле Ефіопія | Айзек Сонгок Кенія                | Аділь Кауш Марокко     |

### Командна першість

#### Довга дистанція
| Рік  | Золото | Срібло | Бронза |
| ---- | --- | --- | --- |
| 1973 | Бельгія Віллі Полленіс Гастон Рулантс Ерік де Бек Ерік Гейзелінк Карел Лісмонт Марк Смет Едгар Салве Ерман Парментьє                                     | СРСР Микола Свиридов Павло Андреєв Микола Пуклаков Борис Оляницький Валентин Зотов Володимир Меркушин Петрас Шимонеліс Вадим Мочалов               | Нова Зеландія Род Діксон Дік Тейлер Браян Роуз Юен Робертсон Едді Грей Натан Гілі Джон Шеддан Говард Гілі                                                                              |
| 1974 | Бельгія Ерік де Бек Карел Лісмонт Марк Смет Гастон Рулантс Франк Гріллерт Ерік Гейзелінк Ахілл Вес Хендрік Схофс                                         | Англія Рей Смедлі Девід Блек Берні Форд Гренвілл Так Френк Бріскоу Майк Бівор Майк Тегг Роберт Паттерсон Пітер Стендінг                            | Франція Ноель Тіжу Люсьєн Ро П'єр Льярде Жан-Жак Пріанон Рене Журдан Жан-Поль Гомес Андре Глоаген Франсуа Лакур Жан-Жак Буару                                                          |
| 1975 | Нова Зеландія Джон Вокер Юен Робертсон Девід Серл Джон Діксон Джон Шеддан Браян Роуз Джек Фостер Кевін Раян Дік Квекс                                    | Англія Рей Смедлі Гренвілл Так Берні Форд Ентоні Сіммонс Тревор Райт Алан Блінстон Майк Бівор Кіт Ангус                                            | Бельгія Гастон Рулантс Еміль Путтеманс Андре Орнелі Едді Ромбо Марк Смет Ерік Гейзелінк Альбін ван Гольсбек Пауль Тейс Едді ван Муллем                                                 |
| 1976 | Англія Ентоні Сіммонс Берні Форд Девід Слейтер Гренвілл Так Девід Блек Майк Тегг Стів Кеньйон Енді Голден Денніс Коутс                                   | Бельгія Карел Лісмонт Гастон Рулантс Хендрік Схофс Едді Ромбо Віллі Полленіс Роберт Лісмонт Ерік де Бек Гілберт Масшалк Едді ван Муллем            | Франція Жак Боксберже Люсьєн Ро Жан-Поль Гомес Жан-Люк Погам Домінік Ку Александр Гонсалес Радуан Бусте Патрік Мартен П'єр Левісс                                                      |
| 1977 | Бельгія Леон Схотс Карел Лісмонт Ерік де Бек Віллі Полленіс Франк Грілларт Едді ван Муллем Едді Ромбо Пауль Тейс Еміль Путтеманс                         | Англія Берні Форд Ентоні Сіммонс Девід Блек Стів Кеньйон Баррі Сміт Майк Мак-Леод Девід Бедфорд Девід Слейтер Джон Вайлд                           | СРСР Енн Селлік Леонід Мосеєв Володимир Меркушин Олександр Антипов Микола Радостєв Олександр Матвеєв Іван Парлуй Сатимкул Джуманазаров Олександр Федоткін                              |
| 1978 | Франція П'єр Левісс Люсьєн Ро Радуан Бусте Александр Гонсалес Т'єррі Ватріс Жан-Поль Гомес Жан-Люк Поган Жан-Люк Лемір Домінік Ку                        | США Гай Арбогаст Крейг Верджін Грег Маєр Джефф Веллс Білл Роджерс Майк Рош Марк Гантер Чарлі Віджіл Бобб Томас                                     | Англія Ентоні Сіммонс Джон Вайлд Ніл Коупленд Майк Мак-Леод Кен Ньютон Стів Кеньйон Грем Так Елвін Дьюгерст Берні Форд                                                                 |
| 1979 | Англія Джуліан Гоутер Майк Мак-Леод Енді Голден Нік Роуз Берні Форд Нік Ліз Рой Бейлі Кен Ньютон Баррі Сміт                                              | Ірландія Джон Трісі Денні Мак-Дейд Джеррі Діган Мік О'Ші Дональд Волш Тоні Брієн Імонн Коглен Рей Трісі Едді Ледді                                 | СРСР Олександр Антипов Леонід Мосеєв Юрій Михайлов Енн Селлік Олександр Федоткін Володимир Меркушин Валерій Абрамов                                                                    |
| 1980 | Англія Нік Роуз Берні Форд Баррі Сміт Стів Кеньйон Нік Ліз Грем Так Г'ю Джонс Ніколас Брон Баррі Найт                                                    | США Крейг Верджін Ден Діллон Кен Мартін Стів Пласенсія Дон Клері Марк Андерсон Дункан Мак-Дональд Джон Сінклер Гай Арбогаст                        | Бельгія Леон Схотс Карел Лісмонт Алекс Гагелстенс Едді де Пау Франк Грілларт Рогер де Вогель Йоган Гейнарт Роберт Лісмонт Віллі Полланіс                                               |
| 1981 | Ефіопія Мохамед Кедір Гірма Берхану Дередже Неді Кебеде Бальча Міруц Їфтер Ешету Тура Хана Гірма Толосса Коту                                            | США Крейг Верджін Том Гант Марк Неноу Білл Дунаковські Брюс Бікфорд Джордж Маллі Ден Діллон Майк Мак-Гвайр Марк Магглтон                           | Кенія Джексон Руто Пітер Коеч Альфред Ньясані Семмі Могене Вілсон Мусонік Суме Муге Джозеф Кіптум Адріано Мусоньє Джон Ротіч                                                           |
| 1982 | Ефіопія Мохамед Кедір Ешету Тура Водаджо Бульті Міруц Їфтер Хана Гірма Дередже Неді Гірма Берхану Мегерса Тулу                                           | Англія Майк Мак-Леод Дейв Кларк Г'ю Джонс Джуліан Гоутер Стів Кеньйон Карл Гаррісон Баррі Найт Кевін Форстер Пітер Стендінг                        | СРСР Олександр Антипов Валерій Сапон Енн Селік Віктор Чумаков Євген Окороков Тоомас Турб Сергій Наволокін Ігор Єфімов                                                                  |
| 1983 | Ефіопія Бекеле Дебеле Ешету Тура Водаджо Бульті Мохамед Кедір Адунья Лема Чала Ургессе Деджене Беєне Гірма Берхану Міруц Їфтер                           | США Альберто Саласар Пет Портер Том Гант Ед Айстоун Крейг Верджін Марк Андерсон Даг Браун Білл Донаковські Джон Ідстрем                            | Кенія Суме Муге Пол Кіпкоеч Джошуа Кіпкембої Джеймс Кіпнгетіч Джексон Руто Герман Кіпнгетіч Сіса Кіраті Домінік Вамбуа Джозеф Отьєно                                                   |
| 1984 | Ефіопія Бекеле Дебеле Адунья Лема Мохамед Кедір Дередже Неді Ешету Тура Водаджо Бульті Феїсса Абебе Хайлу Вольде Мегерса Тулу                            | США Пет Портер Ед Айстоун Крейг Верджін Джон Іскер Джефф Дрент Марк Стіклі Джон Ідстрем Ден Діллон Трой Біллінгс                                   | Португалія Карлуш Лопеш Фернанду Мамеде Антоніу Лейтан Жуан Кампуш Езекель Канаріу Жуакін Пінейру Фернанду Коуту Фернанду Мігель Жуан Лопеш да Сільва                                  |
| 1985 | Ефіопія Водаджо Бульті Бекеле Дебеле Касса Бальча Гірма Берхану Чала Ургессе Хайлу Вольде Адунья Лема Феїсса Абебе Мохамед Кедір                         | Кенія Пол Кіпкоеч Ендрю Масаї Боніфас Меранде Джошуа Кіпкембої Джексон Руто Джеймс Кіпнгетіч Джозеф Отьєно Бернгард Мосігісі Сіса Кіраті           | США Брюс Бікфорд Пет Портер Ед Айстоун Крейг Верджін Марк Керп Джефф Дрент Марк Стіклі Девід Барні Марті Фроулік                                                                       |
| 1986 | Кенія Джон Нгугі Джозеф Кіптум Пол Кіпкоеч Кіпсубаї Коскеї Суме Муге Ендрю Масаї Боніфас Меранде Джошуа Кіпкембої Сіса Кіраті                            | Ефіопія Абебе Меконнен Бекеле Дебеле Вольдесіласе Мількесса Мохамед Кедір Водаджо Бульті Хаджі Бульбула Чала Ургессе Дередже Неді Вамі Алемаєху    | США Пет Портер Джон Іскер Ед Айстоун Брюс Бікфорд Алан Схарсу Крейг Верджін Джефф Дрент Ренді Рейна Кіт Брантлі                                                                        |
| 1987 | Кенія Джон Нгугі Пол Кіпкоеч Суме Муге Ендрю Масаї Мозес Тануї Сіса Кіраті Боніфас Меранде Семмі Ньянгінча Єзекіїль Кібівотт                             | Англія Дейв Кларк Карл Текері Кевін Форстер Стів Біннс Крейг Мокрі Джон Річардс Тім Гатчінгс Пол Роден Мартін Мак-Лафлін                           | Ефіопія Абебе Меконнен Хаджі Бульбула Водаджо Бульті Вольдесіласе Мількесса Феїса Мелесе Бекеле Дебеле Хабте Негеш Чала Ургессе Сеюм Негату                                            |
| 1988 | Кенія Джон Нгугі Пол Кіпкоеч Кіпсубаї Коскеї Боніфас Меранде Мозес Тануї Джозеф Кіптум Кіп Роно Суме Муге Данієль Мутаї                                  | Ефіопія Абебе Меконнен Хаджі Бульбула Хабте Негеш Дебебе Деміссе Феїса Мелесе Чалія Келеле Тена Негере Вольдесіласе Мількесса Бекеле Дебеле        | Франція Поль Арпен Стів Танстолл Жан-Луї Пріанон Жоель Люка Сіріль Лавентюр Брюно Леван Тьєррі Пантель Домінік Делятр П'єр Левісс                                                      |
| 1989 | Кенія Джон Нгугі Вілфред Кірочі Ендрю Масаї Кіпкембої Кімелі Мозес Тануї Джозеф Кіптум Боніфас Меранде Джексон Руто Ібрагім Кінутія                      | Велика Британія Тім Гатчінгс Гері Стейнс Дейв Кларк Крейг Мокрі Дейв Льюїс Річард Неруркар Імонн Мартін Джефф Тернбулл Роджер Гекні                | Ефіопія Тесфає Тафа Бекеле Дебеле Вольдесіласе Мількесса Феїса Мелесе Дебебе Деміссе Хаджі Бульбула Біделу Кібрет Демеке Бекеле Хабте Негеш                                            |
| 1990 | Кенія Мозес Тануї Джуліус Корір Вільям Мутвол Ібрагім Кінутія Пол Кіпкоеч Боніфас Меранде Джон Нгугі Джозеф Кіптум Семмі Ньянгінча                       | Ефіопія Хаджі Бульбула Абебе Меконнен Тесфає Тафа Аддіс Абебе Джіло Дубе Дебебе Деміссе Чалія Келеле Вамі Алемаєху Феїса Мелесе                    | Іспанія Антоніо Прієто Мартін Фіс Алехандро Гомес Хосе Мануель Гарсія Абель Антон Константино Еспарсія Антоніо Серрано Вісенте Поло Хосе Карлос Адан                                   |
| 1991 | Кенія Мозес Тануї Саймон Карорі Річард Челімо Стівенсон Ньяму Боніфас Меранде Вільям Мутвол Вільям Коеч Ендрю Масаї Джон Нгугі                           | Ефіопія Чалія Келеле Аддіс Абебе Феїса Мелесе Текеє Гебрселассіє Біделу Кібрет Хабте Негеш Н Урге Феїсса Абебе                                     | Іспанія Алехандро Гомес Мартін Фіс Хосе Карлос Адан Хосе Мануель Гарсія Антоніо Серрано Абель Антон Антоніо Прієто Константино Еспарсія Хуан Карлос Пауль                              |
| 1992 | Кенія Джон Нгугі Вільям Мутвол Річард Челімо Домінік Кіруї Вільям Сігеї Ондоро Осоро Семмі Лелеї                                                         | Франція Тьєррі Пантель Брюно ле Стум Антоніо Мартін Паскаль Тієбо Жан-Луї Пріанон Антоніо Рапісарда Паскаль Фетізон Мікаель Дюфермон Поль Арпен    | Велика Британія Річард Неруркар Імонн Мартін Дейв Кларк Енді Брістоу Пол Дагдейл Марк Далловей Пол Роден Томмі Маррей Кріс Робісон                                                     |
| 1993 | Кенія Вільям Сігеї Домінік Кіруї Ісмаель Кіруї Мозес Тануї Єзекіїль Біток Пол Тергат Ондоро Осоро Джеймс Каріукі Ентоні Кіпроно                          | Ефіопія Хайле Гебрселассіє Аддіс Абебе Ворку Бікіла Фіта Баїсса Абрахам Ассефа Гебремічаель Кідане Фекаду Дегефу Н Урге Аєле Мезгебу               | Португалія Домінгуш Каштру Паулу Герра Карлуш Монтейру Жуакін Пінейру Жуан Жункейра Карлуш Патрісіу Жозе Регалу Едуарду Енрікеш                                                        |
| 1994 | Кенія Вільям Сігеї Саймон Чемоїйво Пол Тергат Джеймс Сонгок Шем Корорія Домінік Кіруї Вілсон Омвойо Вільям Кіптум Джозеф Каріукі                         | Марокко Халід Сках Салех Гіссу Еларбі Гаттабі Халід Буламі Мохамед Іссангар Брахім Лахлафі Брахім Бутаєб Гамму Бутаєб Аззеддін Седікі              | Ефіопія Хайле Гебрселассіє Аддіс Абебе Аєле Мезгебу Ібрагім Саїд Тегену Абебе Лемі Ерпасса Джіло Дубе Феїса Мелесе Дебеле Ассефа                                                       |
| 1995 | Кенія Пол Тергат Ісмаель Кіруї Джеймс Сонгок Саймон Чемоїйво Джуліус Ондієкі Вільям Кіптум Сімеон Роно Гідеон Чірчір Домінік Кіруї                       | Марокко Салех Гіссу Брахім Лахлафі Еларбі Гаттабі Абделязіз Сахере Гамму Бутаєб Мустафа Бамух Абдеррахім Зітуна Ларбі Зеруаль                      | Іспанія Мартін Фіс Хосе Мануель Гарсія Хосе Карлос Адан Антоніо Серрано Алехандро Гомес Антоніо Перес Хуліо Рей Бартоломе Серрано Абель Антон                                          |
| 1996 | Кенія Пол Тергат Ісмаель Кіруї Пол Коеч Джозеф Кімані Вільям Кіптум Джозфат Мачука Стівен Кіпкорір Джеймс Сонгок Джеймс Каріукі                          | Марокко Салех Гіссу Халід Сках Ісмаїл Сгір Абдеррахім Зітуна Мустафа Бамух Халід Буламі Мохамед Іссангар Абделязіз Сахере Брахім Буламі            | Ефіопія Хайле Гебрселассіє Абрахам Ассефа Хабте Джіфар Фіта Баїсса Аєле Мезгебу Чалія Келеле Гірма Тола Н Урге Тесфає Тафа                                                             |
| 1997 | Кенія Пол Тергат Томас Ньярікі Пол Коеч Джозеф Кібор Джошуа Челанга Шем Корорія Бенджамін Косгеї Вільям Кіптум Джон Косгеї                               | Марокко Салех Гіссу Ісмаїл Сгір Халід Буламі Ель Гассан Лахсіні Еларбі Гаттабі Брахім Буламі Абдеррахім Зітуна Абделязіз Сахере Мустафа Бамух      | Ефіопія Хабте Джіфар Ассефа Мезґебу Аєле Мезгебу Абрахам Ассефа Гірма Тола Тегене Абебе Ібрагім Саїд Лемі Ерпасса Тесгіє Легессе                                                       |
| 1998 | Кенія Пол Тергат Пол Коеч Томас Ньярікі Вілсон Бойт Кіпкетер Крістофер Келонг Ісмаель Кіруї                                                              | Ефіопія Ассефа Мезґебу Хабте Джіфар Тесфає Тола Аєле Мезгебу Абрахам Ассефа Мамо Кеджела                                                           | Марокко Еларбі Гаттабі Лахсен Беньюссеф Брахім Лахлафі Халід Буламі Абделілах ель Маная Ісмаїл Сгір                                                                                    |
| 1999 | Кенія Пол Тергат Патрік Івуті Джошуа Челанга Еванс Рутто Пол Коеч Томас Ньярікі                                                                          | Ефіопія Хабте Джіфар Ассефа Мезґебу Гірма Тола Тесфає Тола Аєле Мезгебу Тегену Абебе                                                               | Португалія Паулу Герра Домінгуш Каштру Едуарду Енрікеш Альберту Маравілья Альберту Кайса Жуан Жункейра                                                                                 |
| 2000 | Кенія Пол Тергат Патрік Івуті Вілберфорс Талел Пол Коеч Чарльз Каматі Абрахам Чероно                                                                     | Ефіопія Ассефа Мезґебу Алемаєху Лемма Тесфає Тола Амбеса Толоса Дереє Тадесе Дебебе Деміссе                                                        | Португалія Едуарду Енрікеш Домінгуш Каштру Антонью Пінту Паулу Герра Альфреду Браш Альберту Маравілья                                                                                  |
| 2001 | Кенія Чарльз Каматі Пол Косгеї Патрік Івуті Енок Мітеї Джон Черуйот Корір Річард Лімо                                                                    | Франція Дрісс ель Імер Мустафа ель Амаді Льєс Рамуль Мікаель Тома Моамед Сербуті Лярбі Зеруаль                                                     | США Боб Кеннеді Меб Кефлезігі Абді Адбірахман Нік Роджерс Грег Джіммерсон Метт Даунін                                                                                                  |
| 2002 | Кенія Вілберфорс Талел Річард Лімо Чарльз Каматі Абдулла Ахмад Чепкуруї Енок Мітеї Хосея Кого                                                            | Ефіопія Кененіса Бекеле Ассефа Мезґебу Хабте Джіфар Фіта Баїсса Алемаєху Лемма Месфін Хайлу                                                        | Марокко Абдеррахім Гюмрі Джауад Гаріб Саїд Берріуї Еларбі Хаттабі Хакім Радуан Хамід ель Муазіз[a]                                                                                     |
| 2003 | Кенія Патрік Івуті Річард Лімо Пол Коеч Джон Черуйот Корір Абрахам Чероно Семмі Кіпкетер                                                                 | Ефіопія Кененіса Бекеле Гебрегзіабхер Гебремаріам Сілеші Сіхіне Кетема Негуссіє Деджене Берхану Їбелтал Адмассу                                    | Марокко Гішам Шатт Халід ель Амрі Абдеррахім Гюмрі Джауад Гаріб Саїд ель Варді Ахмед Гамзауї                                                                                           |
| 2004 | Ефіопія Кененіса Бекеле Гебрегзіабхер Гебремаріам Сілеші Сіхіне Їбелтал Адмассу Тебебу Єнеe Кетема Негуссіє                                              | Кенія Еліуд Кіпчоґе Чарльз Каматі Вілберфорс Талел Джон Черуйот Корір Сіміон Кіпроп Річард Лімо                                                    | Еритрея Зерсенай Тадессе Йонас Кіфле Тесфайоганнес Месфен Самсон Кіфлемаріам Текле Менгістеаб                                                                                          |
| 2005 | Ефіопія Кененіса Бекеле Абебе Дінкесса Деджене Берхану Гезахеньє Ешету Тессема Абшеро Гебрегзіабхер Гебремаріам                                          | Кенія Еліуд Кіпчоґе Джон Черуйот Корір Чарльз Каматі Вілберфорс Талел Мозес Мозоп Абрахам Чероно                                                   | Катар Абдулла Ахмад Гассан Cаїф Саїд Шахін Джамаль Біляль Салем Алі Саадун аль Давуді Аман Маджід Авад Онесфоре Нкунзімана                                                             |
| 2006 | Кенія Мартін Мататі Каан Кіген Кіпруто Кіген Хосея Мачаріньянг Саймон Арусеї Джон Кібовен Сіміон Кіпроп Ніколас Кембой                                   | Еритрея Зерсенай Тадесе Йонас Кіфле Алі Абдалла Афрінгі Тесфайоганнес Месфен Самсон Кіфлемаріам                                                    | Ефіопія Кененіса Бекеле Сілеші Сіхіне Гебрегзіабхер Гебремаріам Кетема Негуссіє Гезахеньє Ешету Абебе Дінкеса                                                                          |
| 2007 | Кенія Мозес Мозоп Бернард Кіп'єго Гідеон Нгатуні Хосея Мачаріньянг Майкл Кіп'єго Едвін Сої Саймон Арусеї Барнабас Косгеї Ніколас Кембої Річард Матеєлонг | Марокко Анас Сельмуні Ахмед Бадай Абдеррахім Гюмрі Абдельхадід ель Муазіз Мурад Марофіт Брахім Белуа Мурад ель Беннурі Халід ель Амрі Мохамед Амин | Уганда Мартін Тороїтіч Мозес Аліва Айзек Кіпроп Вілсон Бусьєнеї Джеймс Кібет Френсіс Мусані Річард Сойбеї Мозес Кіпсіро Боніфас Кіпроп                                                 |
| 2008 | Кенія Леонард Комон Джозеф Ебуя Мозес Масаї Гідеон Нгатуні Бернард Кіп'єго Хосея Мачаріньянг Августін Чоге Марк Кіптоо Джон Туо                          | Ефіопія Кененіса Бекеле Хабтаму Фідаку Сілеші Сіхіне Гебрегзіабхер Гебремаріам Дередже Дебеле Абебе Дінкеса Зенбаба Єгезу Соломон Цеге Демісе Цега | Катар Фелікс Кіборе Абдулла Ахмад Гассан Онесфоре Нкузімана Мубарак Гассан Шамі Джамаль Біляль Салем Есса Ісмаїл Рашид Алі Саадун аль Давуді Мустафа Ахмед Шебто Нассер Джамаль Нассер |
| 2009 | Кенія Леонард Комон Метью Кісоріо Марк Кіптоо Мозес Мозоп Мангата Ндіва Лінус Чумба                                                                      | Ефіопія Гебрегзіабхер Гебремаріам Хабтаму Фідаку Месфін Алему Феїса Лілеса Діно Сефер Тадессе Тола                                                 | Еритрея Зерсенай Тадесе Теклемаріам Медін Самуель Цегай Самсон Кіфлемаріам Іссак Сібхату Кідане Тадесе                                                                                 |
| 2010 | Кенія Джозеф Ебуя Леонард Комон Річард Матеєлонг Пол Тануї Хосея Мачаріньянг Лукас Ротіч                                                                 | Еритрея Теклемаріам Медхін Самуель Цегай Кідане Тадесе Кіфлом Слум Велдемічаель Тесфайоганнес Месфен Тевельде Естіфанос                            | Ефіопія Гебрегзіабхер Гебремаріам Абера Кума Месфін Алему Азмерау Бекеле Аєле Абшеро Феїса Лілеса                                                                                      |
| 2011 | Кенія Пол Тануї Вінсент Чепкок Метью Кісоріо Джеффрі Мутаї Філемон Лімо Хосея Мачаріньянг                                                                | Ефіопія Імане Мерга Месфін Алему Діно Сефер Феїса Лілеса Белете Ассефа Абера Кума[a]                                                               | Уганда Стівен Кіпротіч Мозес Кіпсіро Джеффрі Кусуро Діксон Гуру Мозес Кібет |
| 2013 | Ефіопія Імане Мерга Феїса Лілеса Абера Чане Тесфає Абера Мосінет Геремеу Їгрем Демелаш                                                                   | США Бен Тру Кріс Деррік Раян Вейл Боббі Мек Елліотт Гіт Джеймс Стренг                                                                              | Кенія Джафет Корір Хосея Мачаріньянг Джеффрі Кіруї Тімоті Кіптоо Філемон Роно Джонатан Ндіку[a]                                                                                        |
| 2015 | Ефіопія Муктар Едріс Хагос Гебрхівет Тамірат Тола Ацеду Цегай Бонса Діда Тесфає Абера                                                                    | Кенія Джеффрі Камворор Бедан Карокі Леонард Барсотон Філіп Лангат Мозес Муконо Джозеф Кіптум                                                       | Бахрейн Аєке Аялеу Альберт Роп Ель Гассан ель Аббассі Айзек Корір Зелалем Бача Гасан Чані                                                                                              |
| 2017 | Ефіопія Абаді Хадіс Джемаль Їмер Муктар Едріс Ібрагім Джейлан Бонса Діда Гетанех Таміре                                                                  | Кенія Джеффрі Камворор Леонард Барсотон Вінсент Роно Леонард Комон Ніколас Косімбеї Леонард Лангат                                                 | Уганда Тімоті Тороїтіч Абдаллах Манде Стівен Кіпротіч Джошуа Чептегеї Філліп Кіп'єко Стівен Кісса                                                                                      |
| 2019 | Уганда Джошуа Чептегеї Джейкоб Кіплімо Томас Аєко Джоел Аєко Альберт Чемутаї Максвелл Ротіч                                                              | Кенія Джеффрі Камворор Ронекс Кіпруто Річард Ятор Роджерс Квемої Амос Кіруї Еванс Кейтані                                                          | Ефіопія Селемон Барега Андамлак Беліху Абді Фуфа Могос Туемай Еньєу Меконнен Бонса Діда                                                                                                |
| 2023 | Кенія Джеффрі Камворор Кібівотт Канді Данієль Ебеньйо Сабастьян Саве Ніколас Кіпкорір Еммануель Кіпруто                                                  | Ефіопія Беріху Арегаві Хайлемаріям Амаре Могос Твемай Чімдесса Дебеле Селемон Барега Гетанех Молла                                                 | Уганда Джейкоб Кіплімо Джошуа Чептегеї Роджерс Кібет Мартін Кіпротіч Айзек Кібет Самуель Кібет                                                                                         |

a  Регламент змагань не передбачав вручення медалі за підсумками командного заліку тим спортсменам, які не дістались фінішу або були дискваліфіковані.

#### Коротка дистанція
| Рік  | Золото | Срібло | Бронза |
| ---- | --- | --- | --- |
| 1998 | Кенія Джон Кібовен Данієль Комен Пол Косгеї Бенджамін Лімо Джон Косгеї Кіпкіруї Місої                        | Марокко Брахім Буламі Гішам Буауїш Алі Еззін Брахім Джаббур Салах ель Газі Ель Гассан Лахсіні                                    | Ефіопія Даба Мару Мохамед Аволь Ібрахім Теводрос Шиферау Семрету Алемаєху Абійоте Абате Меконен Даба                      |
| 1999 | Кенія Бенджамін Лімо Пол Косгеї Джеймс Коскеї Данієль Гачара Джон Косгеї Стівен Рерімої                      | Марокко Ель Гассан Лахсіні Мохамед Амин Аділь Кауш Ахмед Бадай Гішам Буауїш Абдулхак ель Горш                                    | Ефіопія Хайлу Меконнен Мілліон Вольде Алене Рета Берхану Адане Дебебе Лобегач                                             |
| 2000 | Кенія Джон Кібовен Семмі Кіпкетер Пол Косгеї Леонард Джохер Абрахам Чебії Філіп Мосіма                       | Ефіопія Хайлу Меконнен Абійоте Абате Даньє Алему Мілліон Вольде Данієль Зегеє Мохамед Аволь Ібрахім                              | Марокко Саїд ель Варді Алі Еззін Азіз Дріуш Юссеф Баба Салах ель Газі Абдулхак ель Горш                                   |
| 2001 | Кенія Енок Коеч Бенджамін Лімо Семмі Кіпкетер Сайрус Катарон Абдулла Ахмад Чепкуруї Джон Кібовен             | Марокко Брахім Буламі Аділь Кауш Саїд ель Варді Мохаммед Амин Юссеф Баба Брахім Джаббур                                          | Ефіопія Кененіса Бекеле Хайлу Меконнен Даньє Алему Алемаєху Гірма Берук Дебреворк Хайлу Лемма                             |
| 2002 | Кенія Люк Кіпкосгеї Семмі Кіпкетер Джуліус Ньяму Джозеф Косгеї Абрахам Чебії Самуель Отьєно                  | Ефіопія Кененіса Бекеле Хайлу Меконнен Мохамед Аволь Ібрахім Абійоте Абате Мілліон Вольде Берхану Адане                          | Іспанія Антоніо Давід Хіменес Ісаак Вісьйоса Альберто Гарсія Роберто Гарсія Хосе Луїс Бланко Іван Єрро                    |
| 2003 | Кенія Джон Кібовен Бенджамін Лімо Майкл Кіп'єго Томас Каплітан Девід Кілел Еванс Кіпчумба                    | Ефіопія Кененіса Бекеле Меба Тадессе Тессема Абшеро Абійоте Ендале Кетема Негуссіє Дехе Воєса                                    | Марокко Халід ель Амрі Абдеррахім Гюмрі Ахмед Бадай Абделькадер Ашлаф Саїд ель Варді Салех Гіссу                          |
| 2004 | Ефіопія Кененіса Бекеле Гебрегзіабхер Гебремаріам Марегу Зеудіє Деджене Берхану Хуссан Адело Мохаммед Деліле | Катар Абдулла Ахмад Гассан Саїф Саїд Шахін Онесфоре Нкунзімана Абдулазіз аль Амері Алі Саадун аль Давуді Хаміс Абдулла Сайфелдін | Кенія Еліуд Кіруї Айзек Сонгок Абрахам Чебії Кіплімо Мунерія Боніфас Сонгок Джон Кібовен                                  |
| 2005 | Ефіопія Кененіса Бекеле Марегу Зеудіє Деджене Берхану Гебрегзіабхер Гебремаріам Абера Чане Мохаммед Деліле   | Кенія Абрахам Чебії Айзек Сонгок Шадрак Косгеї Генрі Чепчірчір Семмі Кіпкетер Брімін Кіпруто                                     | Катар Саїф Саїд Шахін Джамаль Біляль Салем Абдулла Ахмад Гассан Джеймс Квалія Онесфоре Нкунзімана Хаміс Абдулла Сайфелдін |
| 2006 | Кенія Айзек Сонгок Бенджамін Лімо Августін Чоге Едвін Сої Брімін Кіпруто Юсуф Бівотт                         | Ефіопія Кененіса Бекеле Мохамед Алі Мохамед Сілеші Сіхіне Гебрегзіабхер Гебремаріам Абебе Дінкеса Зенбаба Єгезу                  | Марокко Аділь Кауш Гішам Беллані Халід ель Амрі Хамід Еззін Анас Сельмуні                                                 |

## Юніори

### Особиста першість
| Рік  | Золото                            | Срібло                     | Бронза                         |
| ---- | --------------------------------- | -------------------------- | ------------------------------ |
| 1973 | Джим Браун Шотландія              | Хосе Аро Іспанія           | Леон Схотс Бельгія             |
| 1974 | Річ Кімболл США                   | Венанціо Ортіс Італія      | Джон Трісі Ірландія            |
| 1975 | Бобб Томас США                    | Хосе Луїс Гонсалес Іспанія | Джон Трісі Ірландія            |
| 1976 | Ерік Гулст США                    | Том Гант США               | Нат М'юр Шотландія             |
| 1977 | Том Гант США                      | Сантьяго Льйоренте Іспанія | Арі Паунонен Фінляндія         |
| 1978 | Мік Мортон Англія                 | Роб Ерл Канада             | Франсіско Аларіо Іспанія       |
| 1979 | Едді де Пау Бельгія               | Стів Біннс Англія          | Ільдар Денікеєв СРСР           |
| 1980 | Хорхе Гарсія Іспанія              | Валерій Грязнов СРСР       | Ед Айстоун США                 |
| 1981 | Мухаммед Шурі Туніс               | Євген Жеребін СРСР         | Кіт Брантлі США                |
| 1982 | Зурбачев Гелеу Ефіопія            | Адунья Лема Ефіопія        | Стефано Меї Італія             |
| 1983 | Феїсса Абебе Ефіопія              | Аньясо Телега Ефіопія      | Джон Річардс Англія            |
| 1984 | Пере Касакуберта Іспанія          | Доджу Тессема Ефіопія      | Джон Кастеллано Канада         |
| 1985 | Кіпкембої Кімелі Кенія            | Хабте Негеш Ефіопія        | Вольдесіласе Мількесса Ефіопія |
| 1986 | Феїса Мелесе Ефіопія              | Семмі Біток Кенія          | Демеке Бекеле Ефіопія          |
| 1987 | Вільфред Кірочі Кенія             | Демеке Бекеле Ефіопія      | Дебебе Деміссе Ефіопія         |
| 1988 | Вільфред Кірочі Кенія             | Альфонс Муїнді Кенія       | Біделу Кібрет Ефіопія          |
| 1989 | Аддіс Абебе Ефіопія               | Кіб'єго Корорія Кенія      | Стівенсон Ньяму Кенія          |
| 1990 | Кіб'єго Корорія Кенія             | Річард Челімо Кенія        | Фіта Баїсса Ефіопія            |
| 1991 | Ендрю Самбу Танзанія              | Мумо Муїнді Кенія          | Фіта Баїсса Ефіопія            |
| 1992 | Ісмаель Кіруї Кенія               | Хайле Гебрселассіє Ефіопія | Джозфат Мачука Кенія           |
| 1993 | Філіп Мосіма Кенія                | Крістофер Коскеї Кенія     | Джозфат Мачука Кенія           |
| 1994 | Філіп Мосіма Кенія                | Данієль Комен Кенія        | Абрехам Ціге Ефіопія           |
| 1995 | Ассефа Мезґебу Ефіопія            | Деджене Лідету Ефіопія     | Девід Челуле Кенія             |
| 1996 | Девід Челуле Кенія                | Ассефа Мезґебу Ефіопія     | Семюел Чепкок Кенія            |
| 1997 | Елайджа Корір Кенія               | Мілліон Вольде Ефіопія     | Пол Косгеї Кенія               |
| 1998 | Мілліон Вольде Ефіопія            | Річард Лімо Кенія          | Хайлу Меконнен Ефіопія         |
| 1999 | Хайлу Меконнен Ефіопія            | Річард Лімо Кенія          | Гідеон Мітеї Кенія             |
| 2000 | Роберт Кіпчумба Кенія             | Дункан Лебо Кенія          | Джон Черуйот Корір Кенія       |
| 2001 | Кененіса Бекеле Ефіопія           | Дункан Лебо Кенія          | Датан Рітценхайн США           |
| 2002 | Гебрегзіабхер Гебремаріам Ефіопія | Абель Черуйот Кенія        | Боніфас Кіпроп Уганда          |
| 2003 | Еліуд Кіпчоґе Кенія               | Боніфас Кіпроп Уганда      | Соломон Бушендіч Кенія         |
| 2004 | Меба Тадессе Ефіопія              | Боніфас Кіпроп Уганда      | Ернест Кімелі Кенія            |
| 2005 | Августін Чоге Кенія               | Бернард Кіп'єго Кенія      | Барнабас Косгеї Кенія          |
| 2006 | Маната Ндіва Кенія                | Леонард Комон Кенія        | Таріку Бекеле Ефіопія          |
| 2007 | Асбел Кіпроп Кенія                | Вінсент Чепкок Кенія       | Метью Кісоріо Кенія            |
| 2008 | Ібрагім Джейлан Ефіопія           | Аєле Абшеро Ефіопія        | Лукас Ротіч Кенія              |
| 2009 | Аєле Абшеро Ефіопія               | Тітус Мбішеї Кенія         | Мозес Кібет Уганда             |
| 2010 | Калеб Ндіку Кенія                 | Клемент Лангат Кенія       | Джафет Корір Кенія             |
| 2011 | Джеффрі Камворор Кенія            | Томас Аєко Уганда          | Патрік Мутунга Кенія           |
| 2013 | Хагос Гебрхівет Ефіопія           | Леонард Барсотон Кенія     | Муктар Едріс Ефіопія           |
| 2015 | Ясін Хаджі Ефіопія                | Джеффрі Корір Кенія        | Альфред Нгено Кенія            |
| 2017 | Джейкоб Кіплімо Уганда            | Амдеворк Валелень Ефіопія  | Річард Ятор Кенія              |
| 2019 | Мількеса Менгеша Ефіопія          | Тадесе Ворку Ефіопія       | Оскар Челімо Уганда            |
| 2023 | Ішмаель Кіпкуруї Кенія            | Рейнольд Черуйот Кенія     | Бокі Діріба Ефіопія            |

### Командна першість
| Рік  | Золото                                                                                                | Срібло | Бронза |
| ---- | --- | --- | --- |
| 1973 | Іспанія Хосе Аро Хосе Луїс Руїс Фернандо Серрада Рейноса Мірамонтес                                   | Італія Франко Фава Альдо Томазіні Лука Бігателло Енріко Кантореджі Габрієле Беретта                                   | Англія Денніс Коутс Баррі Сміт Тоні Стейнінгс Ніл Коупленд Філіп Джефрі                                              |
| 1974 | США Річ Кімболл Метт Сентровіц Джон Роскоу Пет Дейві Майк Піноччі Джей Гріффін                        | Марокко Бушаїб Зухрі Мохамед Наумі Хамаді Массуді Яг'я Хадка Ахмед Сеннаджі                                           | Італія Венанціо Ортіс Джузеппе Гербі Стефано ла Сала Сальваторе Анца Джанкарло Гараттіні Маттео ло Руссо             |
| 1975 | США Бобб Томас Дон Клері Рой Кіссін Ральф Серна                                                       | Ірландія Джон Трісі Луїс Кенні Джеррі Фіннеган Джеррі Редмонд Дік Гупер                                               | Іспанія Хосе Луїс Гонсалес Кандідо Аларіо Вісенте Парте Луїс Адсуара Мануель Перес Амадор Апарісіо                   |
| 1976 | США Ерік Гулст Том Гант Альберто Саласар Дон Мозес Марті Фроулік Ральф Серна                          | Іспанія Сантьяго Льйоренте Хосе Луїс Гонсалес Рафаель Нуньєс Антоніо Прієто Хосе Кальдерон                            | Англія Нік Ліс Джеремі Лотіан Найджел Філд Ніколас Браун Пол Беттрідж Девід Мерфі                                    |
| 1977 | США Том Гант Марк Спілсбері Марті Фроулік Кріс Фокс Гарольд Шульц Джефф Крієр                         | Іспанія Сантьяго Льйоренте Хосе Мануель Абаскаль Луїс Састре Антоніо Прієто Домінго Рамон Херардо Мансо               | Канада Пітер Батлер Роб Еванс Девід Пекем Роланд Брек Роб Ерл Рей Полінс                                             |
| 1978 | Англія Мік Мортон Едді Вайт Девід Бівер Пітер Еллетсон Саймон Кетчпоул Едріан Стюарт                  | Канада Роб Ерл Кевін Діллон Роб Лонерган Джім Гроувс Рей Полінс Тоні Гетерлі                                          | Іспанія Франсіско Аларіо Константіно Еспарсія Луїс Гонсалес Валентин Родрігес Хав'єр Кортес Клементе Кірсе           |
| 1979 | Іспанія Хорхе Гарсія Педро Гарін Валентин Родрігес Хосе Маестра Хосе Хуан Боїс Хорхе Кастельйо        | Англія Стів Біннс Колін Мур Джефф Тернбулл Дейв Льюїс Стів Крем Шон Конноллі                                          | СРСР Ільдар Денікеєв Сергій Кисельов Володимир Безлєпкін Абдурахман Ібрагімов                                        |
| 1980 | СРСР Валерій Грязнов Сергій Кисельов Ільдар Денікеєв Володимир Мішин Дмитро Дітлашок                  | США Ед Айстоун Том Даунс Вільям Грем Еріс Саппенфілд Деніел Капріольйо Фаррон Філдс                                   | Іспанія Хорхе Гарсія Хосе Фернандес Мігель Рубіо Хуліо Мануель Перес Педро Гарін Франсіско Ернета                    |
| 1981 | США Кіт Брантлі Джордж Ніколас Джон Батлер Кріс Гамільтон Піт Ворнер Майкл Паєтт                      | Англія Пол Девіс-Гейл Джон Річардс Марк Кінг Крістіан Блур Філіп Діксон Ніл Ріммер                                    | Канада Дейв Рейд Кріс Брюстер Пол Мак-Клой Аллен Г'юглі Марк Олсен Марк Орцел                                        |
| 1982 | Ефіопія Зурбачев Гелеу Адунья Лема Хунде Куме Тека Меконнен Гонфа Негере Бекеле Дебеле                | Італія Стефано Меї Франческо Панетта Сальваторе Нікозія Раньєрі Каренца Серджіо Бруні Марко Гоццано                   | США Джон Іскер Том Ансберрі Джордж Ніколас Джо Стінці Джонатан Найт Майк Кубітчек                                    |
| 1983 | Ефіопія Феїсса Абебе Аньясо Телега Гонфа Негере Тека Меконнен Асфау Тадессе Дісо Діссасса             | Іспанія Хосе Мануель Альбентоса Хосе Мануель Гарсія Антоніо Перес Хосе Сабалета Хосева Саррієгі Сейн Альфредо Муньйос | Англія Джон Річардс Річард Картер Кліфтон Брейдлі Філ Мейкпіс Пол Тейлор Мартін Вайл                                 |
| 1984 | Ефіопія Доджу Тессема Белає Тешоме Кальча Абча Вольдесіласе Мількесса                                 | Іспанія Пере Касакуберта Антоніо Перес Хосева Саррієгі Сейн Хосе Санчес Луїс Прієто Перес Хосе Мануель Гарсія         | Англія Пол Роден Девід Майлс Карл Палмер Девід Робінсон Пол Тейлор Девід Дадлі                                       |
| 1985 | Ефіопія Хабте Негеш Вольдесіласе Мількесса Рафера Воркенч Тілагун Ебба Дебебе Деміссе Кальча Абча     | Кенія Кіпкембої Кімелі Нгото Мусьйокі Лоуренс Гатого Самуель Окемва                                                   | Іспанія Хосе Мануель Гарсія Алехандро Гомес Антоніо Перес Антоніо Пеула Марк Пуйоль Хосе Груньєйро                   |
| 1986 | Ефіопія Феїса Мелесе Демеке Бекеле Рафера Воркенч Арарсе Фуффа Хабте Негеш Белайне Тадессе            | Кенія Семмі Біток Вільям Мутвол Пітер Роно Девід Онвонга Джон Кіптум                                                  | Іспанія Алехандро Гомес Хосе Груньєйро Анаклето Хіменес Хосе Карлос Адан Мануель Мартін Анхель Кампаль Мартінес      |
| 1987 | Ефіопія Демеке Бекеле Дебебе Деміссе Алігаз Алемаєху Біделу Кібрет Арарсе Фуффа Тесфаї Даді           | Кенія Вільфред Кірочі Вільям Чемітеї Метью Роно Томас Осано Абель Гісемба Джозеф Отворі                               | Японія Аябе Кендзі Йокота Йосінорі Ямамото Масакі Мацумото Хідеюкі Муракамі Рійоукі Сато Йосінарі                    |
| 1988 | Кенія Вільфред Кірочі Альфонс Муїнді Метью Роно Томас Макіні Вільям Чемітеї                           | Ефіопія Біделу Кібрет Демеке Бекеле Таделле Абебе Лемі Ерпасса Тесфаї Даді                                            | Іспанія Хуан Абад Фермін Качо Анхель Кампаль Мартінес Хесус Гальвес Мораледа Рікардо Хосе Кастаньйо Давід Пуйолар    |
| 1989 | Кенія Кіб'єго Корорія Стівенсон Ньяму Томас Осано Вільям Чемітеї Джона Бірір                          | Ефіопія Аддіс Абебе Джіло Дубе Тесгіє Легессе Тесфає Бекеле Лемі Ерпасса Ассефа Гебремедхін                           | Італія Крістіан Лойпрехт Вінченцо Модіка Франческо Беннічі Анджело Джардьєлло Антонелло Барретта Сабіно Франкавілла  |
| 1990 | Кенія Кіб'єго Корорія Річард Челімо Ісмаель Кіруї Самуель Отьєно Метью Бірір Ентоні Кіпроно           | Ефіопія Фіта Баїсса Абрахам Ассефа Ассефа Гебремедхін Тесгіє Легессе Даді Тамрат Лемі Ерпасса                         | Італія Стефано Бальдіні Вінченцо Модіка Франческо Беннічі Крістіан Лойпрехт Оскар Джілотті Антоніо Чучо              |
| 1991 | Кенія Мумо Муїнді Джозеф Кібор Джозефат Н'Деті Ісмаель Кіруї Марк Моні                                | Ефіопія Фіта Баїсса Фекаду Дегефу Хайле Гебрселассіє Деста Асгедом Абрахам Ассефа Аєле Мезгебу                        | Танзанія Ендрю Самбу Френсіс Метта Онесмо Лудаге Джума Нінга                                                         |
| 1992 | Кенія Ісмаель Кіруї Джозфат Мачука Джозефат Н'Деті Самуель Отьєно Марк Моні                           | Ефіопія Хайле Гебрселассіє Тегену Абебе Гербаба Етіча Тесгіє Легессе                                                  | Японія Ватанабе Ясуюкі Кавауті Кацухіро Ямамото Масакі Ісомацу Дайсуке Маеда Редзі Тагуті Сігекадзу                  |
| 1993 | Кенія Філіп Мосіма Крістофер Коскеї Джозфат Мачука Лазарус Ньякерака Стенлі Кімутаї                   | Ефіопія Тегену Абебе Хабте Джіфар Тібебу Рета Гета Цега Толоса Гебре Текаленьє Шеває                                  | Марокко Салах ель Газі Гішам ель Герруж Абдельмаджід ель Бубкарі Дрісс ель Гімер Мохамед ель Гаттаб Ірба Лахаль      |
| 1994 | Кенія Філіп Мосіма Данієль Комен Філіп Кемеї Давід Бусьєнеї Джон Бунгеї Вілсон Мусто                  | Ефіопія Абрехам Ціге Алемаєху Лемма Тібебу Рета Текаленьє Шеває Толоса Гебре Фекаду Бекеле                            | Марокко Салах ель Газі Абдельмаджід ель Бубкарі Мохамед ель Гаттаб Абделлах ель Марраф Мохамед Ахансаль Мохамед Амин |
| 1995 | Кенія Девід Челуле Філіп Мосіма Гезрон Отворі Марк Бетт Семмі Кіпруто Крістофер Келонг                | Ефіопія Ассефа Мезґебу Деджене Лідету Абрехам Ціге Бонса Лема Мізан Мехарі Мохамед Аволь Ібрахім                      | Марокко Мохамед ель Гаттаб Мохамед Амин Абдерахман Чмаїті Абделлах ель Марраф Абдеррахім Гумрі Ахмед Еззобайрі       |
| 1996 | Кенія Девід Челуле Самуель Чепкок Елайджа Корір Чарльз Квамбаї Гідеон Мітеї Патрік Івуті              | Ефіопія Ассефа Мезґебу Мізан Мехарі Мілліон Вольде Алемаєху Лемма Сісай Безабех Геремеу Хайле                         | Марокко Азіз Дріуш Абдерахман Чмаїті Рашид Амруг Рашид Булахдід Ахмед Еззобайрі                                      |
| 1997 | Кенія Елайджа Корір Пол Косгеї Джон Гвако Чарльз Квамбаї Патрік Івуті Гідеон Мітеї                    | Ефіопія Мілліон Вольде Алене Рета Їбелтал Адмассу Хайлу Меконнен Дереє Тадесе Мохамед Аволь Ібрахім                   | Марокко Алі Еззін Аділь Кауш Абдерахім Бухлух Гішам Ламалем Азіз ель Махрут Ахмед Еззобайрі                          |
| 1998 | Ефіопія Мілліон Вольде Хайлу Меконнен Їбелтал Адмассу Алене Рета Їтбарек Ешету Хайлемаріам Тегафау    | Кенія Річард Лімо Дуглас Моманьї Рубен Камзі Тітус Кімкембої Авраам Чероно Джеффрі Найбеї                             | Марокко Аділь Кауш Ель Мустафа Меллук Ахмед Бадай Дрісс Бенісмаїл Гішам Ламалем Саїд Берріуї                         |
| 1999 | Кенія Річард Лімо Гідеон Мітеї Адбулла Ахмад Чепкуруї Семмі Кіпкетер Дункан Лебо Крістофер Соджет     | Ефіопія Хайлу Меконнен Абійоте Абате Кененіса Бекеле Їбелтал Адмассу Хайлемаріам Тегафау Алене Рета                   | Танзанія Фаустін Баха Сулле Майкл Гіїті Мартін Гавей Сулле Джуманн Тулувей                                           |
| 2000 | Кенія Роберт Кіпчумба Дункан Лебо Джон Черуйот Корір Філемон Кемеї Едвін Коеч Кіплімо Мунерія         | Ефіопія Берук Дебреворк Терефе Десаленг Лема Алемаєху Мідексса Діріба Демесе Тефера Тадессе Феїса                     | Уганда Мартін Тороїтіч Пол Ваку Джоб Сікорія Тоні Окелло Боніфас Кіпроп                                              |
| 2001 | Кенія Дункан Лебо Ніколас Кембої Роберт Кіпчумба Едвін Коеч Вілсон Черуйот Кіплімо Мунерія            | Ефіопія Кененіса Бекеле Алемаєху Тедла Марегу Зеудіє Берук Дебреворк Тебебу Єнеу Фекаду Гемеда                        | Уганда Пол Ваку Тоні Окелло Френсіс Мусані Мозес Мпанга Френсіс Їга                                                  |
| 2002 | Кенія Абель Черуйот Томас Кіплітан Еліуд Кіпчоґе Ніколас Кембой Мозес Мозоп Майкл Кіп'єго             | Ефіопія Гебрегзіабхер Гебремаріам Сілеші Сіхіне Гірма Ассефа Абебе Дінкеса Тессема Абшеро Насір Абдіса                | Уганда Боніфас Кіпроп Мартін Тороїтіч Пол Ваку Френсіс Мусані                                                        |
| 2003 | Кенія Еліуд Кіпчоґе Соломон Бушендіч Августін Чоге Мозес Мозоп Барнабас Косгеї Джонстон Чепквоні      | Ефіопія Гірма Ассефа Гетачеу Дінку Тессема Абшеро Соломон Молла Дехе Воєса Тесфає Менгісту                            | Уганда Боніфас Кіпроп Джеймс Кібет Мозес Кіпсіро Айзек Кіпроп Мартін Кіплімо                                         |
| 2004 | Кенія Ернест Кімелі Барнабас Косгеї Хосея Мачаріньянг Рональд Кіпчумба Мозес Масаї Стенлі Саліл       | Ефіопія Меба Тадессе Мулугета Вондіму Тессема Абшеро Єрефу Бірхану Кабтаму Рета Тесфає Менгісту                       | Уганда Боніфас Кіпроп Мозес Аліва Гарберт Окуті Ніколас Квемої                                                       |
| 2005 | Кенія Августін Чоге Бернард Кіп'єго Барнабас Косгеї Хосея Мачаріньянг Мангата Ндіва Мозес Масаї       | Ефіопія Таріку Бекеле Соломон Молла Лемі Деміє Тадессе Вольдемаріам Кабтаму Рета Десіса Дібаба                        | Катар Нассер Шамс Карім Есса Ісмаїл Рашед Камаль Алі Тамер Мустафа Ахмед Шебто Мохамед Абду Бахіт Саад Салем Малек   |
| 2006 | Кенія Маната Ндіва Леонард Комон Джозеф Ебуя Бернард Матека Данієль Гітау                             | Ефіопія Таріку Бекеле Ібрагім Джейлан Хабтаму Фідаку Тадессе Тола Демісе Цега                                         | Еритрея Самуель Цегай Кідане Тадесе Кіфлом Слум Вельдемікаель Теклемаріам Медхін                                     |
| 2007 | Кенія Асбел Кіпроп Вінсент Чепкок Метью Кісоріо Леонард Комон Ніколас Макау                           | Еритрея Іссак Сібхату Самуель Цегай Теклемаріам Медхін Амануель Месель Цегаї Тевельде                                 | Ефіопія Імане Мерга Демісе Цега Абрехам Черкос Тола Бане Хабтаму Фідаку                                              |
| 2008 | Кенія Лукас Ротіч Тітус Мбішеї Метью Кісоріо Пітер Соме Леві Матебо Чарльз Кібет                      | Ефіопія Ібрагім Джейлан Аєле Абшеро Месфін Алему Феїса Лілеса Деджен Гебремескель Єтвале Кенде                        | Уганда Бенджамін Кіплагат Джеффрі Кусуро Стівен Кіпротіч Абрахам Кіплімо Бен Сіва                                    |
| 2009 | Кенія Тітус Мбішеї Пол Тануї Джафет Корір Джон Кіпкоеч Джон Черуйот Чарльз Кібет                      | Ефіопія Аєле Абшеро Аталай Їрсав Гашау Біфту Дебебе Толосса Легесе Ламісо Єтвале Кенде                                | Еритрея Гойтом Кіфле Мулуе Андом Насір Давуд Мерхаві Тадесе Гебребрхан Тесфамаріам Абрахам Тевельде                  |
| 2010 | Кенія Калеб Ндіку Клемент Лангат Джафет Корір Ісая Коеч Гідеон Кіпкетер Чарльз Кібет                  | Ефіопія Дебебе Толосса Гашау Біфту Гебрецадік Адхана Белете Ассефа Йокебер Баябель Мосінет Геремеу                    | Уганда Мозес Кібет Тімоті Тороїтіч Томас Аєко Алекс Чероп Соєкво Кібет                                               |
| 2011 | Кенія Джеффрі Камворор Патрік Мутунга Джеймс Рунгару Ісая Коеч Філемон Ятор Джастін Черуйот           | Ефіопія Бонса Діда Фікаду Хафту Муктар Едріс Їтаял Атнафу Тесфає Черу Тесхоме Тафесе                                  | Уганда Томас Аєко Джейкоб Араптані Пітер Кібет Філліп Кіп'єко Данієль Ротіч                                          |
| 2013 | Ефіопія Хагос Гебрхівет Муктар Едріс Бірхан Небебеу Їхунілінь Адане Бонса Діда Цегай Хілуф            | Кенія Леонард Барсотон Консеслус Кіпруто Рональд Квемої Майкл Бетт Мозес Муконо Еммануель Бетт                        | Марокко Мохаммед Абід Зухер Тальбі Омар Аїт Шиташен Гассан Гашуї Джауад Шемлаль Маруан Кахлауї[a]                    |
| 2015 | Кенія Джеффрі Корір Альфред Нгено Домінік Кіптарус Роджерс Квемої Мозес Коеч Джон Лангат              | Ефіопія Ясін Хаджі Їхунілінь Адане Абе Гашахун Хайманот Алеве Йоханс Мекаша Адане Велетау                             | Еритрея Абрахам Хабте Берхане Афеверкі Могос Шумай Арон Кіфле Ємане Хайлесілассіє                                    |
| 2017 | Ефіопія Амдеворк Валелень Бетесфа Гетахун Селемон Барега Тефера Мосіса Баєлінь Тешагер Соломон Беріху | Кенія Річард Ятор Амос Кіруї Едвін Бетт Веслі Ледама Рональд Кіпротіч Мешак Нзула                                     | Еритрея Ємане Хайлесілассіє Філмон Анде Абраха Кокоб Мехарі Цегай Робел Сібхату                                      |
| 2019 | Ефіопія Мількеса Менгеша Тадесе Ворку Цегай Кідану Гебрегевергс Теклай Дінкалем Аєле Гетнет Єтвале    | Уганда Оскар Челімо Хосея Кіплангат Самуель Кібет Метью Чекуруї Ден Чебет Данієль Черотіч                             | Кенія Леонард Бетт Едвін Бетт Самвел Чеполеї Чарльз Локір Клеофас Канді                                              |
| 2023 | Кенія Ішмаель Кіпкуруї Рейнольд Черуйот Денніс Мутуку Данієль Кіньянджуї Чарльз Ротіч Денніс Кіпкуруї | Ефіопія Бокі Діріба Берекет Зелеке Абель Бекеле Берекет Нега Кума Гірма Їсмав Діллу                                   | США Еміліо Янг Марко Лангон Макс Саннес Коул Метісон Міка Вілсон Еван Дженкінс                                       |

a  Регламент змагань не передбачав вручення медалі за підсумками командного заліку тим спортсменам, які не дістались фінішу.